# Quận Harnett, North Carolina
Quận Harnett là một quận hạt nằm ở bang Bắc Carolina, Hoa Kỳ.  Tại thời điểm năm 2000, quận có dân số 91.025 người. Quận lỵ đóng ở Lillington6.

## Địa lý
Theo Cục điều tra dân số Hoa Kỳ, quận có tổng diện tích 601 dặm Anh vuông (1.557 km²), trong đó, 595 dặm Anh vuông (1.541 km²) là diện tích đất và 6 dặm Anh vuông (16 km²) trong tổng diện tích (1.05%) là diện tích mặt nước.

### Các thị trấn
Quận được chia thành 16 thị trấn: Anderson Creek, Averasboro, Barbecue, Black River, Buckhorn, Duke, Grove, Hectors Creek, Johnsonville, Lillington, Neills Creek, Stewarts Creek, và Upper Little River.

### Các quận giáp ranh
- Quận Wake, Bắc Carolina - Bắc-northeast
- Quận Johnston, Bắc Carolina - Đông
- Quận Sampson, Bắc Carolina - Đông nam
- Quận Cumberland, Bắc Carolina - Nam
- Quận Moore, Bắc Carolina - Tây nam
- Quận Lee, Bắc Carolina - Tây bắc
- Quận Chatham, Bắc Carolina - Bắc-tây bắc

## Thông tin nhân khẩu
Theo cuộc điều tra dân số2 tiến hành năm 2000, quận này có dân số 91.025 người, 33,800 hộ, và 24.099 gia đình sinh sống trong quận này. Mật độ dân số là 153 người trên mỗi dặm Anh vuông (59/km²). Đã có 38.605 đơn vị nhà ở với một mật độ bình quân là 65 trên mỗi dặm Anh vuông (25/km²).  Cơ cấu chủng tộc của dân cư sinh sống tại quận này gồm 71,13% người da trắng, 22,50% người da đen hoặc người Mỹ gốc Phi, 0,87% người thổ dân châu Mỹ, 0,65% người gốc châu Á, 0,07% người các đảo Thái Bình Dương, 3,21% từ các chủng tộc khác, và 1,57% từ hai hay nhiều chủng tộc.  5,86% dân số là người Hispanic hoặc người Latin thuộc bất cứ chủng tộc nào.
Có 33.800 hộ trong đó có 36,00% có con cái dưới tuổi 18 sống chung với họ, 53,20% là những cặp kết hôn sinh sống với nhau, 13,50% có một chủ hộ là nữ không có chồng sống cùng, và 28,70% là không gia đình. 23,30% trong tất cả các hộ gồm các cá nhân và 8,50% có người sinh sống một mình và có độ tuổi 65 tuổi hay già hơn.  Quy mô trung bình của hộ là 2,61 còn quy mô trung bình của gia đình là 3,07,
Phân bố độ tuổi của cư dân sinh sống trong huyện là 27,00% dưới độ tuổi 18, 10,60% từ 18 đến 24, 32,10% từ 25 đến 44, 19,90% từ 45 đến 64, và 10,40% người có độ tuổi 65 tuổi hay già hơn.  Độ tuổi trung bình là 32 tuổi. Cứ mỗi 100 nữ giới thì có 97,40 nam giới. Cứ mỗi 100 nữ giới có độ tuổi 18 và lớn hơn thì, có 95,00 nam giới.
Thu nhập bình quân của một hộ ở quận này là $35.105, và thu nhập bình quân của một gia đình ở quận này là $41.176, Nam giới có thu nhập bình quân $30.265 so với mức thu nhập $22.283 đối với nữ giới. Thu nhập bình quân đầu người của quận là $16.775, Khoảng 11,30% gia đình và 14,90% dân số sống dưới ngưỡng nghèo, bao gồm 17,20% những người có độ tuổi 18 và 19,40% là những người 65 tuổi hoặc già hơn.

## Thành phố và thị xã
- Angier
- Coats
- Dunn
- Erwin
- Lillington